# Arotron wielki
Arotron wielki, arotron, arotron rdzawy (Arothron stellatus) – gatunek morskiej ryby rozdymkokształtnej z rodziny rozdymkowatych (Tetraodontidae).

## Występowanie
Ocean Indyjski i Pacyfik od Mora Czerwonego i południowych wybrzeży Południowej Afryki na zachodzie, po Wyspy Tuamotu na wschodzie, oraz od południowej Japonii na północy po wyspę Lord Howe na południu.
Żyje na głębokości 3–58 m. Młode osobniki przebywają na rafach lub w płytkich przybrzeżnych wodach, często w słonawych ujściach rzek, w mętnej wodzie. Osobniki dorosłe przebywają w przejrzystych lagunach lub na stokach raf od strony morza, często pływają w toni lub przy powierzchni wody.

## Cechy morfologiczne
Dorasta średnio do 54 cm (maksymalnie 120 cm). Ciało pokryte kolcami. W płetwie grzbietowej 10–12 promieni, w płetwie odbytowej 10–11 promieni. W płetwach piersiowych 17–20 promieni, płetw brzusznych brak.
Ciało pokryte ciemnymi plamkami. U młodych osobników na brzuchu występują ciemne pasy, które z wiekiem zamieniają się w plamy. U dorosłych osobników plamy na płetwach mogą lecz nie muszą występować.

## Rozród
Larwy są pelagiczne i mogą być przenoszone na duże odległości.

## Znaczenie
Brak znaczenia gospodarczego. Mięso trujące po spożyciu.